# Parasomnia
Parasomnia – grupa zaburzeń, polegających na występowaniu w trakcie snu lub przy wybudzaniu się nieprawidłowych lub niepożądanych zachowań. Nazwa parasomnia wywodzi się ze zbitki grecko-łacińskiej: para (odbiegający od) i somnus (sen).
Do parasomnii zalicza się somnambulizm, lęki nocne, koszmary senne, bruksizm.